# V338 Возничего
V338 Возничего (лат. V338 Aurigae) — одиночная переменная звезда в созвездии Возничего на расстоянии (вычисленном из значения параллакса) приблизительно 7275 световых лет (около 2231 парсека) от Солнца. Видимая звёздная величина звезды — от +15,7m до +13,8m.

## Характеристики
V338 Возничего — красный гигант, углеродная пульсирующая полуправильная переменная звезда (SR) спектрального класса C. Радиус — около 94,85 солнечных, светимость — около 1212,761 солнечных. Эффективная температура — около 3498 K.